# Стая

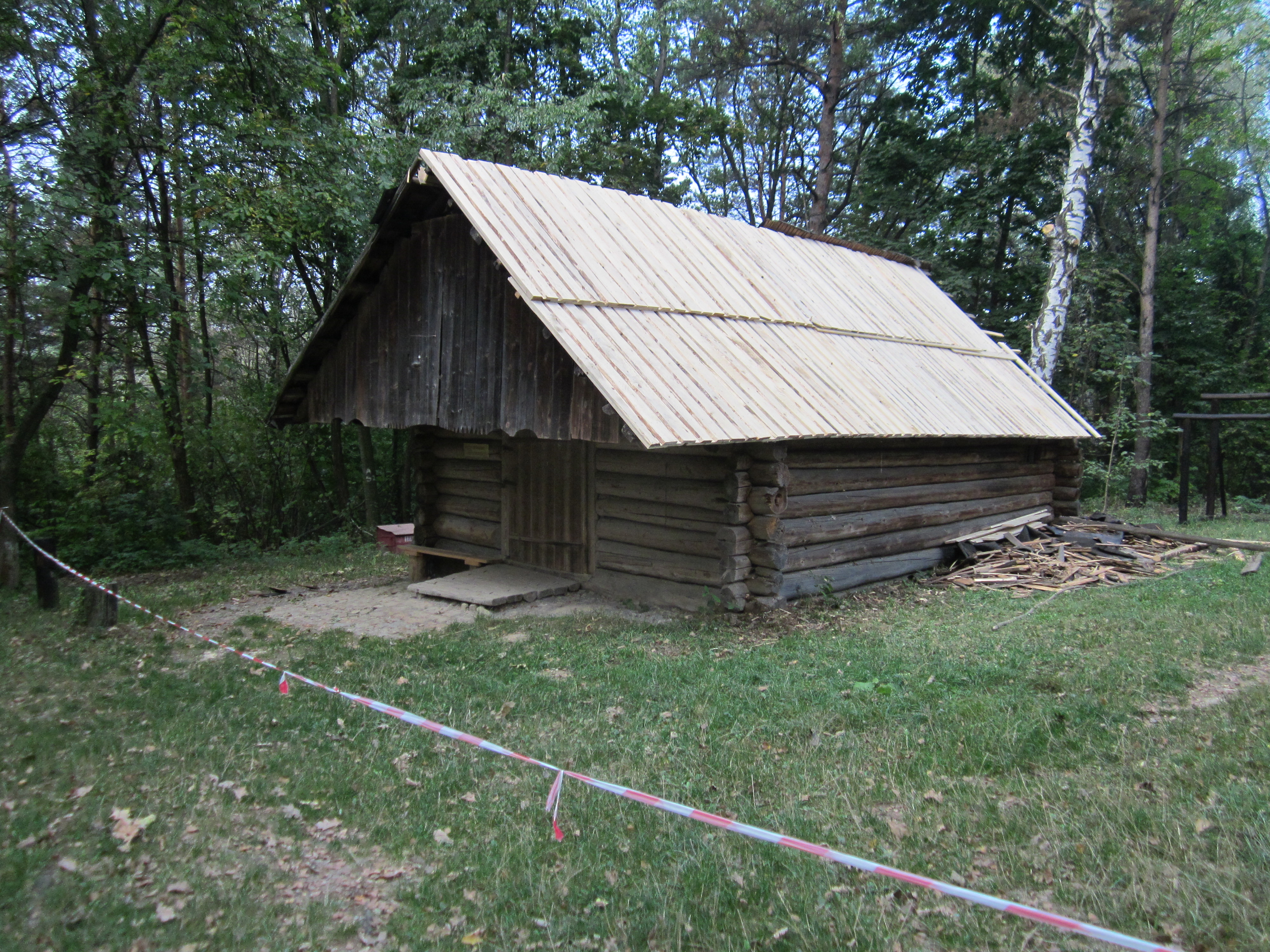
Пастуша стая зі села Зелене. Музей «Шевченківський гай», Львів

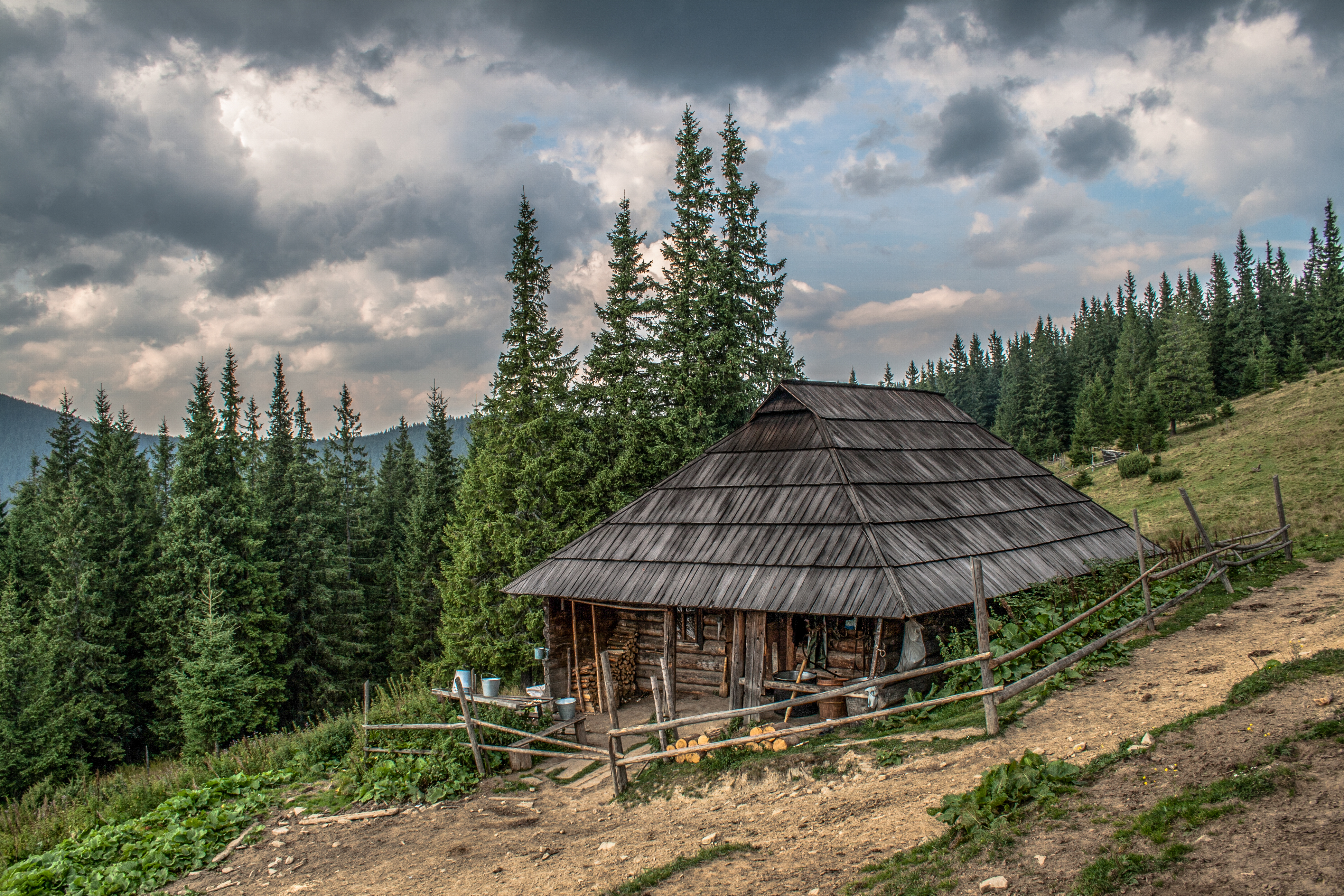
Гуцульська стая в Ґорґанах

Ста́я — традиційне житло гуцульських пастухів на полонинах. Є центральним елементом стоїща, що також включає в себе загін для худоби, струнку й обладнане джерело. Назва походить від прасл. *staja («хлів», «стійло», «курінь»), пов'язаного зі *stati («стати»). Стаєю також у деяких діалектах можуть називати хлів, стайню; у болгарській мові стая означає «кімната».

## Конструкція
Стаї зводилися на вівчарських, скотарських (призначених для утримання великої рогатої худоби) і мішаних стоїщах. Місце обиралося «депутатом» (власником полонини): воно мало розташовуватися на відкритому просторі, але неподалік від лісу, щоб мати легкий доступ до деревини для будівництва й опалення.
Стая являє собою рублену хату, складену з круглих колод смереки. Вхід розташовується на причілковій стіні, на дверима є піддашок, утворений кінцями верхніх довших колод зрубу. Двосхилий дах крився драницею-«посіжняком» під ґарівницю, а на даху влаштовувався димник для виходу диму, що мав вигляд рами, обшитої посіжняком, прикріпленої верхнім краєм гужвою до верхньої лати, а нижнім спертим на підпорки-рогатини (він дещо нагадує вікно-люкарну). Усередині стая ділиться перегородкою (виконаною «в шули») на дві половини: житлове приміщення («ватарник») і комору. Ватарник має дерев'яну підлогу, праворуч від входу (рідше посередині) влаштовується вогнище для невгасимого вогню («ватри»), обкладене камінням. Біля вогнища встановлюється «берфело» («верклюг») — Г-подібний обертовий тримач з регульованим гаком для казана. Під причілковою стіною і перегородкою влаштовуються дерев'яні нари («прічі»), призначені для відпочинку пастухів (для депутата або ватага можуть влаштовувати окрему прічу). Поруч місця ватага в боклазі зберігається «ґлєґ» — сичужний фермент з розтертої внутрішньої оболонки шлунка молодої вівці, що використовується для заправлення молока при виробництві сиру-будзу. У коморі зберігається посуд для молока (путини, балії), браї (чотиригранні палиці з круглою ручкою для відбивання бринзи), баталеви/баталеї (колотівки для збивання), сіль і харчові припаси. На причілковій стіні комори прикріплені дерев'яні кілки, на які вішали цідила — шматки полотна або марлі для відціджування свіжого сиру. Ватарник, іноді комора споряджаються маленькими віконцями. Перед входом часто облаштовують поміст на лагах («кізликах»). Біля помосту на двох укопаних у землю кілках встановлюється жердка для сушіння одягу, а також верхній кінець довгого жолоба, по якому зливають жентицю в корито, призначене для напування тварин.
Дах стаї частіше за все буває двосхилим, рідше трапляються чотирисхилі (вальмові) дахи, а на Ґорґанах, де пасовища бідні на пашу і пастухи мусили кочувати з полонини на полонину, будували стаї з односхилим дахом, укритим корою.
У XX ст. з'являються багатокімнатні стаї: вони можуть мати до 5 приміщень. На полонині Веснарка, на південному хребті Кострич, у 1996 році зафіксовано зрубну п'ятикамерну стаю. Двері розташовані на чільній стороні (поруч вікна), вони ведуть у вузькі сіни. З сіней направо — ватарник (з якого є вхід до комори), прямо — кімната депутата, ліворуч — хата для пастухів.
Як правило, у стаях нема суцільної стелі: настили («подрі») влаштовуються над коморою і на піддашку; вони служать місцем сушіння буханців будзу. Згадана п'ятикімнатна стая на полонині Веснарка мала стелі у всіх приміщеннях, крім ватарника.

### Застайка
Поряд з великими стаями на полонинах біля кошар споруджували також за́стайки, що мали набагато простішу конструкцію. Вони були тимчасовим укриттям від негоди і для ночівлі: в одній застайці укривалися 1-2 вівчарі, які розміщалися ногами до розкладеного перед входом багаття. Стаціонарна застайка складалася з двох стовпчиків з перекладкою, на яку спирався односхилий дах (нижній його кінець лежав на землі). Бокові стіни і дах покривали смерековою корою, рідше драницею, підлогу застилали корою та гіллям, перед залишався відкритим. Складніший варіант стаціонарної застайки включає зрубну раму з чотирьох круглих колод; стовпці вкопувалися з внутрішньої сторони виступів поздовжніх колод зрубу, а нижній край даху лежав на задній поперечній колоді. Переносні застайки мали каркасну конструкцію, їх дерев'яну підлогу устилали сіном або хвоєю, дах, задня і бокові стінки обшивалися драницею (перед могли залишати відкритим або зачиняти дверима), для перенесення споруди поверх обшивки кріпилися довгі лати. Пересувні застайки встановлювалися на загнутих підвалинах, схожих на санні полози; завдяки їм конструкцію можна було пересувати кіньми або силами кількох людей.

### Колиба
Колиба, як і стая, має зрубну конструкцію, але складається тільки з одного приміщення. Спали в колибах або на облаштованих під стінами прічах, або просто на підлозі.

## Інші споруди
На вівчарських стоїщах біля стаї влаштовують окіл — загін для тимчасового утримання овець перед доїнням, кошару із застайкою для пастуха й струнку — навіс із сидіннями для доярів. Струнка складається з дашка («повірхника») на двох стовпах («палюхах»), знизу вони з'єднані горизонтальною дошкою («побе́дриною»), до якої прибиті коротші вертикальні («дошки»), перед дошками стоять чурбаки («сідці́»).
На скотарських стоїщах, крім стаї, обов'язковими є загони для корів, телят і волів («бугарні», «бовгарні»), окрема загорожа для доїння корів, а також «ключі» — одинарні ярма, прикріплені до стовпів і призначені для тимчасового припинання тварин. Допоміжні споруди включають свинарню, бондарню й застайки. За часів колгоспного господарювання почали будувати закриті корівники.
У мішаних господарствах, значно більших за обсягом, існують будівлі й споруди, необхідні для утримання всіх видів худоби, тому вони поєднують у собі ознаки вівчарських і скотарських господарств.

## У літературі
|  | Лиш в стаї тріщить невгасимий вогонь і все висилає синій дим свій на мандри. Здоєне молоко важко спочиває в дерев'яній посудині, над ним схилився ватаг. Він вже його заправив. З подри, де сохнуть великі круглі боханці будзу, повіває на ватага вітер, але не може прогнати зі стаї запаху вугля, сиру і овечої вовни. Бо тим самим пахне і ватаг. Нові бербениці й барильця німують в кутку, хоч тільки запукай до них — і обізветься голос, що там жиє. Холодна жентиця світить з коновки зеленим оком. Ватаг сидить серед свого начиння, як батько серед дітей. Все воно — чорні лавки і стіни, ватра і дим, будз, бербениці й жентиця,— все воно близьке і рідне, на всьому спочила його тепла рука.— М. М. Коцюбинський «Тіні забутих предків» |